# روکابیانکا
روکابیانکا (به ایتالیایی: Roccabianca) یک کومونه در ایتالیا است که در استان پارما واقع شده‌است. روکابیانکا ۴۰٫۲ کیلومتر مربع مساحت و ۳٬۱۵۴ نفر جمعیت دارد.